# Feel the Passion
«Feel the Passion» (укр. «Відчуй пристрасть») — пісня, з якою албанська співачка Аурела Гаче представляла Албанію на пісенному конкурсі Євробачення 2011. Пісня була виконана в першому півфіналі, 10 травня, але до фіналу не пройшла .
Пісня перемогла на 49-му музичному фестивалі Албанії «Festivali i Këngës» і називалась «Kënga ime» (укр. «Моя пісня»). Композицію було перекладено на англійську мову для виступу на Євробаченні  і офіційно представлено 12 березня 2011 року .